# Kelly-Ann Baptiste
Kelly-Ann Kaylene Baptiste (* 14. Oktober 1986 in Scarborough) ist eine Leichtathletin aus Trinidad und Tobago, die sich auf den Sprint spezialisiert hat.

## Sportliche Laufbahn
Erste internationale Erfahrungen sammelte Kelly-Ann Baptiste bei den CARIFTA-Games 2001 in Bridgetown, bei denen sie in der U17-Altersklasse im 100-Meter-Lauf in 12,39 s den sechsten Platz belegte und über 200 Meter in 25,27 s auf Rang fünf gelangte. Im Jahr darauf schied sie bei den CARIFTA-Games in Nassau über 200 Meter mit 24,79 s im Vorlauf aus und gewann über 100 Meter in 12,05 s die Bronzemedaille. Anschließend gewann sie bei den Zentralamerika- und Karibik-Juniorenmeisterschaften (CAC) ebenfalls in der U17-Altersklasse in 24,82 s die Silbermedaille im 200-Meter-Lauf und wurde über 100 Meter in 12,36 s Sechste. Bei den Juniorenweltmeisterschaften in Kingston gelangte sie über 100 Meter bis in das Halbfinale, in dem sie mit 12,03 s ausschied. Bei den CARIFTA-Games 2005 in Port of Spain trat sie erstmals in der U20-Altersklasse an und belegte dort in 11,77 s und 24,31 s jeweils den fünften Platz über 100 und 200 Meter, ehe sie mit trinidadisch-tobagischen 4-mal-100-Meter-Staffel in 45,09 s die Silbermedaille gewann. Daraufhin gewann sie bei den Jugendweltmeisterschaften in Sherbrooke in 11,58 s die Bronzemedaille über 100 Meter und wurde mit der Sprintstaffel (1000 Meter) im Finale disqualifiziert. Bei den Panamerikanischen-Juniorenmeisterschaften in Bridgetown gewann sie mit der 4-mal-100-Meter-Staffel in 45,15 s die Bronzemedaille und über 200 Meter belegte sie in 23,74 s Rang sechs. Anschließend nahm sie erstmals an den Panamerikanischen Spielen in Santo Domingo teil und schied dort über 100 Meter mit 11,83 s im Halbfinale aus, ehe sie mit der Staffel in 43,97 s den vierten Platz belegte.
Bei den CARIFTA-Games 2004 in Hamilton gewann sie über 100 und 200 Meter in 11,94 s und 23,86 s jeweils Bronze und mit der 4-mal-100-Meter-Staffel gewann sie in 46,09 s die Silbermedaille. Anschließend nahm sie an den CAC-Juniorenmeisterschaften in Coatzacoalcos teil, siegte dort in 23,37 s über 200 Meter und gewann über 100 Meter und mit der Staffel in 11,50 s bzw. 45,10 s jeweils die Silbermedaille. Damit qualifizierte sie sich für die Juniorenweltmeisterschaften in Grosseto, bei denen sie in 23,46 s den vierten Platz über 200 Meter belegte, wie auch mit der Staffel in 44,14 s. Sie erhielt daher auch einen Startplatz in der Staffel für die Olympischen Spiele in Athen, die im Vorlauf nach einem Wechselfehler ausschied.
2005 begann sie ein Studium an der Louisiana State University und siegte bei ihren letzten CARIFTA-Games in Bacolet in 11,39 s und 23,25 s über 100 und 200 Meter und gewann mit der Staffel in 44,76 s die Silbermedaille. Zudem qualifizierte sie sich erstmals für die Weltmeisterschaften in Helsinki, bei denen sie über 100 Meter das Viertelfinale erreichte, in dem sie mit 11,42 s ausschied. 2008 wurde sie in ihrem letzten Studienjahr NCAA-Meisterin im 60-Meter-Lauf in der Halle und über 100 Meter im Freien. Bei den CAC-Meisterschaften in Cali nahm sie mit der Staffel teil und siegte dort in 43,43 s. Sie nahm erneut an den Olympischen Spielen in Peking teil und kam dort über 100 Meter mit 11,42 s nicht über das Viertelfinale hinaus. In der 4-mal-100-Meter-Staffel erreichte das trinidadische Team erneut im Vorlauf nicht das Ziel.
2009 startete sie ihre Profikarriere uns stellte über 200 Meter mit 22,60 s einen neuen Landesrekord auf, womit sie sich für die Weltmeisterschaften in Berlin qualifizierte, bei denen sie sowohl über 100 als auch über 200 Meter mit 11,07 s bzw. 22,96 s im Halbfinale ausschied, während sie in der 4-mal-100-Meter-Staffel in 43,43 s auf den sechsten Platz gelangte. Beim Leichtathletik-Continentalcup 2010 siegte sie sowohl über 100 Meter wie auch mit der amerikanischen Mannschaft in der 4-mal-100-Meter-Staffel. 2011 gewann sie bei den Weltmeisterschaften in Daegu in 10,98 s die Bronzemedaille über 100 Meter hinter der US-Amerikanerin Carmelita Jeter und Veronica Campbell-Brown aus Jamaika. Mit der Staffel gelangte sie ursprünglich auf den vierten Platz, wurde aber im Nachhinein wegen eines Dopingverstoßes ihrer Landsfrau Semoy Hackett disqualifiziert. Bei den Olympischen Spielen in London gelangte Baptiste über 100 Meter bis in das Finale, in dem sie mit 10,94 s auf Rang sechs gelangte. Mit der Staffel erreichte sie zwar ursprünglich ebenfalls das Finale, dort gelangten sie aber nicht ins Ziel und die Staffel wurde wegen des Dopingvergehens nachträglich disqualifiziert, wodurch der im Vorlauf aufgestellte Landesrekord von 42,31 s annulliert wurde. 2013 bestritt sie selbst bis zu den Weltmeisterschaften in Moskau Wettkämpfe, wurde dann allerdings selbst auf eine verbotene Substanz getestet und daraufhin bis 2015 gesperrt.
Nach ablauf ihrer Sperre nahm sie 2015 zum zweiten Mal an den Panamerikanischen Spielen in Toronto teil und wurde dort über 100 Meter in 11,05 s Fünfte und kam mit der Staffel im Vorlauf nicht ins Ziel. Damit qualifizierte sie sich für die Weltmeisterschaften in Peking, bei denen sie über 100 Meter mit 11,01 s im Finale den fünften Platz belegte. Zudem gewann sie mit der Staffel mit neuem Landesrekord von 42,03 s die Bronzemedaille hinter Jamaika und den Vereinigten Staaten. Im Jahr darauf nahm sie über 60 Meter an den Hallenweltmeisterschaften in Portland teil und schied dort mit 7,16 s im Halbfinale aus. Bei den Olympischen Spielen in Rio de Janeiro schied sie überraschend mit 11,42 s in der ersten Runde aus und belegte mit der Staffel mit 42,12 s im Finale den fünften Platz. Bei den IAAF World Relays 2017 auf den Bahamas gelangte sie mit der Staffel im Vorlauf nicht bis in das Ziel und belegte bei den Weltmeisterschaften in London mit 11,09 s im Finale den achten Platz und gelangte mit der Staffel in 42,62 s auf Rang sechs.
2018 nahm sie erneut an den Hallenweltmeisterschaften in Birmingham teil, schied dort aber erneut mit 7,21 s im Halbfinale aus. Im Jahr darauf wurde sie bei den Panamerikanischen Spielen in Lima in 11,52 s Achte und belegte mit der Staffel in 43,57 s Rang vier. Ende September gelangte sie bei den Weltmeisterschaften in Doha bis in das Halbfinale, in dem sie mit 11,19 s ausschied, während sie mit der Staffel in 42,71 s auf Rang sechs gelangte. 2021 startete sie über 100 m bei den Olympischen Sommerspielen in Tokio und schied dort mit 11,48 s im Vorlauf aus und mit der Staffel verpasste sie in 43,62 s den Finaleinzug. Während der Eröffnungsfeier war sie die Fahnenträgerin ihrer Nation.
2005 und 2006 sowie von 2008 bis 2010, 2012 und 2015 wurde Baptiste trinidadisch-tobagische Meisterin im 100-Meter-Lauf sowie 2005 auch über 200 Meter.

## Ehrungen
2011 wurde Kelly-Anne Baptiste vom Trinidad and Tobago Olympic Committee als Sportlerin des Jahres ausgezeichnet.

## Persönliche Bestzeiten
- 100 Meter: 10,84 s (+1,8 m/s), 5. Juni 2010 in Clermont
  - 60 Meter (Halle): 7,13 s, 2. März 2008 in Fayetteville
- 200 Meter: 22,60 s (−0,8 m/s), 24. Mai 2009 in Belém
  - 200 Meter (Halle): 22,90 s, 9. März 2007 in Fayetteville